# Katrine Bille
Katrine Bille (født 27. februar 1989 i Helsingør) er en dansk tv-vært, sangerinde og forfatter, og uddannet tv-tilrettelægger hos Danmarks Medie- og Journalisthøjskole. Hun er opvokset i Kvistgård i Nordsjælland. Hun blev ansat ved Danmarks Radio i 2009. Hun har medvirket i 6 sæsoner af Lille Nørd 2009-2011, 2 sæsoner af Ramasjang-programmet Luk op, Luk i 2017-2019 og 8 afsnit af børneprogrammet Katrine Undersøger i 2024. Katrine Undersøger er fondsstøttet af Novo Nordisk Fonden og skabt af produktionsselskabet Travers Media og Katrine Bille selv. 
Katrine Bille har medvirket i Cirkus Summarum i 2010 og 2012.
Katrine Bille udgav i 2013 sit første soloalbum for børn Fugle Flyver Frit hos musikselskabet ArtPeople.
I 2021 udgav hun sit andet soloalbum Jorden rundt med Katrine, med sange fra hele verden, inspireret af hendes egen jordomrejse. Til albummet hører Katrines debutbog af samme navn, udgivet hos Gyldendal i april 2021. 
I 2024 udkom Katrines Bille's seneste album "Katrine Undersøger", som er et album knyttet til børneprogrammet af samme navn.  Katrine Bille har udgivet yderligere fire børnealbums i DR-regi - syv børnealbums i alt.